# كورش أباد (مقاطعة فراشبند)
كورش أباد (بالإنجليزية: Mazraeh-ye Kurshabad)‏ هي human-geographic territorial entity تقع في فارس في إيران. يقدر عدد سكانها بـ 157 نسمة .